# Hiroki Hattori
Hiroki Hattori (服部 浩紀?, Hattori Hiroki; Prefettura di Gunma, 30 agosto 1971) è un ex calciatore giapponese, di ruolo attaccante.